# Lorenzo Rota
Lorenzo Rota (Bergamo, 23 de maio de 1995) é um ciclista profissional italiano, membro da equipa ciclista belga Intermarché-Wanty-Gobert Matériaux.

## Resultados

### Grandes Voltas
| Corrida | Corrida         | 2016 | 2017  | 2018 | 2019 | 2020 | 2021 |
| ------- | --------------- | ---- | ----- | ---- | ---- | ---- | ---- |
|         | Giro d'Italia   | —    | 151.º | —    | 85.º | 92.º | —    |
|         | Tour de France  | —    | —     | —    | —    | —    |      |
|         | Volta a Espanha | —    | —     | —    | —    | —    | —    |

—: não participa
Ab.: abandono

### Clássicas e Campeonatos
| Corrida           | Corrida              | 2016  | 2017  | 2018  | 2019 | 2020 | 2021 |
| ----------------- | -------------------- | ----- | ----- | ----- | ---- | ---- | ---- |
| Strade Bianche    | Strade Bianche       | Ab.   | —     | —     | —    | —    | 34.º |
|                   | Milão-Sanremo        | 112.º | 108.º | 135.º | Ab.  | 28.º | 40.º |
| Gante-Wevelgem    | Gante-Wevelgem       | Ab.   | —     | —     | —    | —    | —    |
| Flecha Brabanzona | Flecha Brabanzona    | —     | Ab.   | —     | —    | —    | 30.º |
| Amstel Gold Race  | Amstel Gold Race     | 63.º  | 73.º  | —     | Ab.  | X    | 44.º |
| Flecha Valona     | Flecha Valona        | —     | —     | —     | —    | —    | 39.º |
|                   | Liège-Bastogne-Liège | —     | —     | —     | —    | —    | 42.º |
|                   | Giro de Lombardia    | Ab.   | 89.º  | Ab.   | 63.º | 18.º |      |

—: Não participa

Ab.: Abandona

X: Não se disputou